# Cotula goughensis
Cotula goughensis là một loài thực vật có hoa trong họ Cúc. Loài này được R.N.R.Br. mô tả khoa học đầu tiên năm 1912.